# Muslim Council of Britain
Le Muslim Council of Britain (MCB) est une organisation parapluie auto-proclamée, chapeautant les associations et institutions musulmanes nationales, régionales, locales et spécialisées, d'appartenances confessionnelle ou ethnique diverses au sein des musulmans de la société britannique. Elle a été créée en 1997 pour aider les musulmans d'origine sud-asiatique et a accru leur représentativité par rapport à d'autres groupes musulmans du Royaume-Uni. L'organisation travaille principalement à améliorer l'éducation à propos de l'Islam, et à soulager les souffrances liées aux conditions économiques ou sociales. La construction d'un consensus et d'une unité par rapport aux affaires liées à l'islam en Grande-Bretagne est également un des objectifs de l'organisation. Elle est notamment supportée par la RAND Corporation.

## Historique
Le MCB a remplacé le « National Interim Committee for Muslim Unity (NICMU) » après un « processus de consultations à l'échelle du pays… indiquant qu'une large majorité de musulmans britanniques originaires d'Asie du Sud-Est étaient très préoccupés par leur manque d'unité, de coordination et de représentation, et supportèrent l'établissement d'une organisation parapluie »[réf. nécessaire]. Le nom, « The Muslim Council of Britain » a été choisi le 25 mai 1996, et a été inauguré le 23 novembre 1997 au Town Hall du District londonien de Brent, par des représentants de plus de 250  organisations musulmanes d'Asie du Sud venant de toute l'Angleterre.
Secrétaire Général entre 1997 et 2006, Iqbal Sacranie, reçut un Ordre de l'Empire britannique en 1999 et fut fait chevalier par la Reine en 2005 pour longs états de service à la communauté et au dialogue inter-religieux.

## Structure
Le MCB est composé de plusieurs comités de travail.